# Hoschton (Géorgie)
Hoschton est une ville américaine située dans le comté de Jackson, en Géorgie. Selon le recensement de 2020, sa population est de 2 666 habitants.